# Kerry blue terrier
Kerry blue terrier är en hundras från Irland. Den är en högbent terrier som är namngiven efter grevskapet Kerry i sydvästra Irland. Ursprungligen var den en gårdshund och alltiallo-hund, numer är den framförallt sällskapshund lämplig för olika hundsporter.

## Historia
Rasen lär ha funnits på Irland sedan sekler. Folket behövde en hund som hjälp i arbetet och därför utvecklades terriern till en allroundhund. Den skulle hålla efter råttorna, vakta hemmet, valla fåren samt också fungera som jakthund främst på grävling och utter som det var tillåtet att jaga. Tjuvskytte ägde också rum och till det passade de blå hundarna bra. Färgen lät dem smälta in i skuggorna och därigenom undkomma upptäckt.
Kerry blue terrier har samma ursprung som irländsk terrier och irish softcoated wheaten terrier, ur en heterogen lantrasterrier har distinkta särdrag uppmärksammat som då renavlats. Den troligen första nedtecknade referensen till kerry blue terrier är daterad 1847 här beskrivs en irländsk terrier med blåsvart färg och tanteckningar för första gången. På en hundutställning i Dublin uppmärksammas ett sånt exemplar 1876. Först 1913 ställs rasen ut som irländsk blå terrier. Den första rasklubben bildades i Dublin 1920 och 1922 erkändes rasen av den då nybildade irländska kennelklubben.

## Egenskaper
Kerry blue terrier är en sportig ras som behöver få sin dos av uppmärksamhet, gärna i form av roliga aktiviteter. Kerryn är nyfiken, samarbetsvillig och mentalt rustad för det mesta. Det är en mycket intelligent hund, mjuk och vänlig, sin något kaxiga framtoning till trots. Rasen är vänlig, öppen mot människor och vill gärna vara med. Det är ingen skarp vakthund men håller rätt på vad som händer runt huset och varnar genom att skälla. Historiskt var rasen känd för sitt heta temperament, men dagens hundar är mer sociala och mjukare till sättet. 
Med sin bakgrund som allroundhund har rasen även i dag ett brett användningsområde. Nuförtiden används rasen sällan till jakt men istället har den visats sig lämplig för bland annat agility, rallylydnad, lydnad, sök och spår. Kerryn tycker om att arbeta och få nya utmaningar att jobba med men uppskattar också att umgås med sin familj och bara vara sällskapshund. Långpromenader är mycket populära. Rasen har ofta framgångar i utställningsringen där den firar stora triumfer genom sin både sportiga och eleganta framtoning. 

## Utseende
Kerry blue terrier är en medelstor och kompakt hund som kombinerar styrka med elegans. Som den terrier den är så visar den tydlig stramhet och resning. Det mest karaktäristiska för rasen är deras mjuka, vågiga päls som inte fäller utan formklipps. Valparna föds svarta men den vuxna hundens päls har alla nyanser av blått, med eller utan svarta markeringar. Kerryns päls fäller inte och rasen anses därför vara mindre allergiframkallande än andra.